# Сидельников, Николай Иванович
Николай Иванович Сидельников (род. 3 ноября 1956, Киргизия) — российский учёный, специалист по лекарственному растениеводству, защите и биотехнологии растений.
Академик РАН (2019), член-корреспондент РАН (2016), доктор сельскохозяйственных наук (2014). С 2013 г. директор Всероссийского научно-исследовательского института лекарственных и ароматических растений (ВИЛАР).

## Биография
Родился в селе Сосновка Калининского района Киргизской ССР.
Окончил Киргизский СХИ им. К. И. Скрябина (1985).
До назначения в 2013 году директором Всероссийского научно-исследовательского института лекарственных и ароматических растений, в 2011—2013 гг. являлся там же заместителем директора и руководителем Центра растениеводства, а в 2000—2011 годах работал директором филиала этого НИИ.
В 2016 году был избран членом-корреспондентом РАН, в 2019 году — академиком РАН.
Область научной деятельности - лекарственное растениеводство.
Является ведущим ученым, организатором научных исследований в области лекарственного растениеводства, защиты и биотехнологии растений, экзогенной биорегуляции и метаболомики.
Участие в представительных органах, редакционных коллегиях, диссертационных советах: эксперт РАН, член Комиссии по оценке результативности деятельности научных организаций, член проектного технического комитета ПТК 714 Торгово-промышленной палаты, член Межведомственной Рабочей группы по вопросам производства и переработки лекарственных и эфиромасличных культур, член Межведомственного совета РАН по научному обоснованию и сопровождению лекарственной политики РФ, председатель комиссии по селекции и семеноводству лекарственных и ароматических растений при Межправительственном координационном Совете по вопросам семеноводства СНГ; член Диссертационных советов Д 900.011.02 и 24.1.256.02 по научным специальностям: 06.01.05 – Селекция и семеноводство сельскохозяйственных растений, 4.1.4 – Садоводство, овощеводство, виноградарство и лекарственные культуры; главный редактор журнала «Вопросы биологической, медицинской и фармацевтической химии», член редакционных коллегий: научно-теоретического журнала ВИЗР «Вестник защиты растений», журнала Белгородского государственного национального исследовательского университета «Полевой журнал биолога», научного журнала ВНИИССОК «Овощи России», научного журнала Отделения сельскохозяйственных наук РАН «Российская сельскохозяйственная наука». Действительный член Общественной академии нетрадиционных и редких растений (2015).
Награды: Почетная грамота Российской академии сельскохозяйственных наук (2006), Ветеран труда (2010), Памятные медали от ЦК КПРФ (2011, 2015), Благодарности, Почётные грамоты Министерства сельского хозяйства РФ (2013, 2016), Почетная грамота Федеральной службы охраны Российской Федерации (2016), Благодарственное письмо от имени коменданта Московского Кремля, Федеральной Службы Охраны Российской Федерации (2016), «Ленинская премия ЦК КПРФ» (2017), Орден труда 1 степени СРВ (2019), Почетная грамота Российской академии наук (2021), Медаль «За безупречный труд и отличие III степени» (2021), Медаль ордена «За заслуги перед Отечеством» 2 степени (2021), Орден Дружбы СРВ (2022), Медаль ФСО «За взаимодействие» (2024).
Соавтор 202 научных работ, в том числе 19 монографий, 1 учебного пособия, 6 методических рекомендаций, 37 патентов, 6 авторских свидетельств. 